# János Richter
János Richter (8. února 1872 Spišská Nová Ves – 18. května 1934 Komárno) byl československý římskokatolický kněz a politik z jižního Slovenska. Působil jako meziválečný senátor Národního shromáždění ČSR za Maďarskou národní stranu.

## Biografie
Vystudoval teologii a stal se knězem. Působil na různých místech dnešního Slovenska. V období let 1910–1918 zasedal v Uherském sněmu za obvod Dolný Kubín. Zastupoval formaci Nemzeti Munkapárt (Národní strana práce), která sdružovala liberální politické proudy.
Ve 20. letech měl zpočátku blízko k Zemské křesťansko-socialistické straně (nebyl ovšem jejím členem), ale pak se přiklonil k Maďarské národní straně (před rokem 1925 známá jako Zemská strana zemědělců a malorolníků).
V parlamentních volbách v roce 1925 získal senátorské křeslo v Národním shromáždění za Maďarskou národní stranu. Ta se těchto voleb zúčastnila v koalici s dalšími menšinovými politickými stranami: Spišská německá strana, Německý svaz zemědělců a Německá živnostenská strana. Toto spojenectví se v říjnu 1927 rozpadlo a János Richter pak zastupoval již jen svou domovskou stranu. V parlamentních volbách v roce 1929 obhájil mandát. V senátu setrval do své smrti roku 1934. Pak ho vystřídal Imre Varga.
Povoláním byl farářem v Sakáloši. Projevy v parlamentu pronášel v němčině, ale identifikoval se s uherskou (maďarskou) státní ideou.